# Bergrichter
Der Bergrichter war ein Bergbeamter, der das Bergrecht ausübte und streitige Bergsachen entscheiden musste. Die Funktion des Bergrichters übernahm in der Regel der Bergamtsverwalter oder, je nach Land, entweder der Bergvogt, der Bergmeister oder der Oberbergamtsdirektor. Einige Länder bestellten für die Rechtsprechung in bergrechtlichen Angelegenheiten einen separaten Bergrichter. Das Amt des Bergrichters wurde in Preußen in der zweiten Hälfte des 19. Jahrhunderts abgeschafft und die Aufgaben an die gewöhnlichen Gerichte übertragen.

## Grundlagen und Notwendigkeit
Ab dem 15. Jahrhundert erhielten die Bergleute einen eigenen rechtlichen Status. Da es den Landrichtern an der nötigen bergmännischen Fachkompetenz mangelte, wurden von den Landesfürsten die Bergrichter eingesetzt. Die Ernennung des Bergrichters erfolgte in den Gebieten, in denen die Bildung eines Berggerichtes erforderlich war. Es gab auch Regionen, in denen ein Collegium aus mehreren Bergrichtern tätig war. In wieder anderen Regionen war es so geregelt, dass ein Bergrichter für mehrere Bergreviere zuständig war. Amtssitz des Bergrichters war in der Regel die dem Bergbaugebiet am nächsten gelegene Stadt. In Österreich war der Amtssitz des Bergrichters beim Oberbergamt angesiedelt. Wenn der Bergbau in dem Wirkungsbereich des Bergrichters zum Erliegen kam oder in einem anderen Bezirk ein ergiebigerer Bergbau bestand, wurde der Amtssitz des Bergrichters verlegt.

## Voraussetzungen für das Amt
Um als Bergrichter ernannt zu werden, musste der Anwärter sowohl fachlich als auch persönlich bestimmte Kompetenzen besitzen. Insbesondere musste er einen bergbautechnischen Sachverstand haben, sich auch in juristischen Dingen auskennen und über einen gefestigten Charakter verfügen. Er musste fachliche Kompetenzen in den Bereichen der reinen und angewandten Mathematik, der Mineralogie, der Geognosie und der Bergbaukunst besitzen, außerdem musste er einen Grubenriss beurteilen können. Sein Amt verlangte von ihm eine besondere Gewissenhaftigkeit in allen mit seinem Amt zusammenhängenden Dingen, Strenge und Wohlwollen musste er in ausgewogenem Maß anwenden können. Als Bergrichter war er zwar über die Parteien gestellt, er musste jedoch trotzdem in steter Berührung mit den Parteien stehen. Deshalb war er oft in einer schwierigen Lage, die hohe Anforderungen an seine Unparteilichkeit stellte. Das Bergrichteramt war eine hoch angesehene Position, die mit einer großen Amtsvollmacht ausgestattet war. Diese Vollmacht ging so weit, dass sogar der Landesfürst bei ihm wegen Belehnungen in seinem Amtsbereich ersuchen musste. Seine Bezahlung war nicht fest geregelt, sondern vom Ertrag seines Bereiches abhängig. So wurde sein Gehalt entsprechend den jeweils erzielten Erträgen erhöht oder auch vermindert.

## Aufgaben, Befugnisse und Amtsausübung
Der Bergrichter war die erste gerichtliche Instanz in Bergwerksangelegenheiten. Zudem besaß er die sogenannte niedere Gerichtsbarkeit. Seine Amtsvollmacht war über das Bergrecht geregelt. Die Rechtsprechung des Bergrichters beschränkte sich allerdings auf Angelegenheiten, die den Bergbau betrafen. Er urteilte bei Streitigkeiten der Bergleute oder wenn diese kleine Straftaten begangen hatten, die ein gewisses Strafmaß nicht überschritten. Neben diesen richterlichen Aufgaben war er auch in einigen Regionen zuständig für Verwaltungsakte wie die Verleihung von Bergwerkseigentum. Dem Bergrichter war es in der Regel nicht erlaubt, zusätzliche bezahlte Nebenämter auszuüben, außer ihm wurde dies durch den zuständigen Minister genehmigt. Auch wenn er eigentlich nur für bergrechtliche Belange zuständig war, griffen seine Kompetenzen dennoch sehr weit in andere Bereiche ein. In einigen Ländern war der Bergmeister nicht nur die landesfürstliche Kontrollinstanz für den Bergbau, sondern er war auch zuständig für die Forstwirtschaft. Er hatte dann die Oberaufsicht über die landesfürstlichen Waldungen und war somit Bergrichter und Waldmeister in Personalunion und musste in dieser Funktion auch auffällige Freveltaten an den Waldungen als Bergrichter gerichtlich verfolgen. Außerdem war er die zuständige Kontrollinstanz für Abgaben und Steuern, die aufgrund des Bergbaus aufkamen.
Kam es zu Streitigkeiten zwischen zwei Parteien, so konnten diese den Bergrichter um „Recht anrufen“. Der Bergrichter beraumte innerhalb einer Frist von wenigen Tagen einen Rechtstag an, an welchem er über den Streit urteilen würde. Der Bergrichter wurde bei seinen Befahrungen stets von den Berggerichtsschreibern begleitet, da er in der Regel vor Ort Recht sprach. Nur bei schwierigen und strittigen Angelegenheiten wurde einmal pro Quatember ein ordentliches Berggericht abgehalten und im Gerichtssaal verhandelt. In einigen Bergbauregionen war es auch Brauch, dass der Bergrichter, bevor er die Verhandlung begann, offiziell die Geschworenen fragte, ob es zu diesem Zeitpunkt statthaft sei, Gericht zu halten und erst wenn diese dies bejahten, rief er Frieden über das Gericht aus. Seine Urteile verkündete der Bergrichter vielerorts im Namen des Landesfürsten als oberstem Bergherrn. Dazu stand er in feierlicher Haltung mit seinem Richterstock in der einen und dem Gesetzbuch in der anderen Hand. Bei Verstößen gegen seine Anordnungen drohten teilweise empfindliche Geldstrafen. Konnten diese Strafen nicht bezahlt werden, sah das Gesetz in einigen Landesteilen noch drastischere Maßnahmen, wie z. B. das Abhacken der rechten Hand, vor. Bei schweren Vergehen, wie z. B. Raub, Mord oder Totschlag, durfte der Bergrichter nicht urteilen, sondern er musste diese Fälle an den zuständigen Landrichter weiterleiten.